# Calomyrmex albopilosus
Calomyrmex albopilosus är en myrart som först beskrevs av Mayr 1876.  Calomyrmex albopilosus ingår i släktet Calomyrmex och familjen myror.

## Underarter
Arten delas in i följande underarter:
- C. a. albopilosus
- C. a. wienandsi